# Phaeospilodes atrifacies
Phaeospilodes atrifacies är en tvåvingeart som beskrevs av Erich Martin Hering 1941. Phaeospilodes atrifacies ingår i släktet Phaeospilodes och familjen borrflugor. Inga underarter finns listade i Catalogue of Life.